# 库傉官昌
库傉官昌（4世纪—416年），姓库傉官，名女生。十六国北燕将领。

## 生平
在北燕将领中，有多名姓库傉官的将领。其中库傉官提为征北将军、关内侯；库傉官昌为幽州刺史、渔阳公。416年冬，魏明元帝拓跋嗣抵达犲山宫，库傉官斌先降北魏，不久又背叛北魏重新归附北燕冯跋。拓跋嗣派遣骁骑将军延普，渡过濡水去进攻库傉官斌，把他杀了。于是，他们又乘胜进攻北燕幽州刺史库傉官昌、征北将军库傉官提，把他们全部杀掉。生擒库傉官女生，绑缚到京师平城。北魏平幽州。